# Ann-Louise Skoglund
Eva Ann-Louise Skoglund, švedska atletinja, * 28. junij 1962, Karlstad, Švedska.
Nastopila je na poletnih olimpijskih igrah v letih 1980 in 1984, ko je osvojila peto mesto v teku na 400 m z ovirami. Na evropskih prvenstvih je v isti disciplini naslov prvakinje leta 1982, na evropskih dvoranskih prvenstvih pa bronasto medaljo v teku na 400 m leta 1986.